# Mapei (cantante)
Jacqueline Mapei Cummings, (20 de diciembre de 1983), conocida como Mapei, es una artista reconocida por su sencillo "Don't Wait", que fue lanzado bajo el sello discográfico de Downtown Records en octubre de 2013, publicado en la página Soundcloud. Su primer EP, "The Cocoa Butter Diaries" fue lanzado en 2009 bajo la misma casa discográfica. Su álbum debut, "Hey Hey" fue lanzado el 23 de septiembre de 2014.

## Historia

### Vida personal
Mapei nació en Providence, Rhode Island, hija de madre liberiana. A sus 10 años se mudó a Suecia junto a su madre y su padrastro de origen sueco. Desde entonces, durante su adolescencia, pasaba su tiempo entre Estados Unidos y Suecia, viviendo en Estocolmo durante el año escolar y volviendo a Estados Unidos en sus vacaciones de verano. Al cumplir los 18 años, se mudó a Brooklyn, trabajando como bartender en un restaurante sueco en el vecindario de Chinatown en New York. Durante 3 años vivió en este sector, involucrándose en el escenario local y viviendo junto a Lykke Li por un período antes de tomar la decisión de volver a Suecia e inmiscuirse en el ambiente de los cantantes de rap locales.

### The Cocoa Butter Diaries(2009-2012)
Mapei debutó en la escena rapera con su EP The Cocoa Butter Diaries en Downtown Records en 2009. Luego de su lanzamiento, Mapei empezó a trabajar en un álbum debut junto al dúo electrónico francés Justice. A pesar de su trabajo, se confesó insatisfecha con el resultado final y decidió postergarlo. Comentó luego de todo ello en entrevistas con medios especializados en entretenimiento su deseo de cantar. Pasó el resto de su tiempo viajando, con estadías de mayor duración en Tunisia, Portugal y Brasil. Luego de pasar un tiempo en Brasil, decidió retornar a Estocolmo y trabajar en colaboración con el productor Magnus Lidehall.

### "Don't Wait" yHey Hey(2013 - presente)
Don't Wait fue lanzada en octubre del 2013 a través de la página web de la revista The Fader. Inmediatamente, la pista de audio se volvió viral, alcanzando el #1 en las listas de Hype Machine durante varias semanas.
La canción empieza con la línea "Old friend indeed", la cual explica haberla tomado de la página de Twitter de su primo, y empezó a trabajar en su canción, tomándole una hora en escribirla y dos para grabarla. Con esta canción cambia totalmente los ritmos de trabajos anteriores (rap, hip-hop), y  se lanza a un ritmo más minimalista. 
El productor de la canción es Magnus Lidehall, quien cantaba rap en un grupo sueco llamado "Afasi & Filthy". Aparte de ser productor, es también el coescritor de la canción.
La canción fue también versionada con remixes de productores de alto perfil como Frankie Knuckles, Kingdom y Giraffage.
Una versión que incluye al rapero Chance fue lanzada en marzo de 2014. Un EP de remix y video fue lanzado para "Don't Wait" el 1 de abril de 2014. La canción debutó en las tablas del Billboard Hot Dance Club Songs en mayo de 2014 en el número 48.
La canción también alcanzó el número 173 en las tablas de UK's Airplay.
Mapei lanzó también su sencillo Change el 10 de junio de 2014, seguido de "Believe" el 18 de agosto. Finalmente lanzó su álbum debut "Hey Hey" el 23 de septiembre de 2014. Ella misma ha nombrado a artistas como Radiohead, Donna Summer, Irene Cara, Diana Ross, Missy Elliott, Brandy, Queens of the Stone Age y Michael Jackson, entre sus influencias.

## Discografía

### Álbumes
| Año  | Álbum   | Posiciones más altas |
| Año  | Álbum   | SUE                  |
| ---- | ------- | -------------------- |
| 2014 | Hey Hey | 35                   |

### EP
2009: The Cocoa Butter Diaries

### Sencillos
| Año  | Sencillo     | Posición más alta en las tablas | Posición más alta en las tablas | Posición más alta en las tablas | Posición más alta en las tablas | Álbum   |
| Año  | Sencillo     | BEL                             | HOL                             | UK                              | US Club                         | Álbum   |
| ---- | ------------ | ------------------------------- | ------------------------------- | ------------------------------- | ------------------------------- | ------- |
| 2013 | "Don't Wait" | 43                              | 88                              | 117                             | 27                              | Hey Hey |
| 2014 | "Change"     | —                               | —                               | —                               | —                               | Hey Hey |
| 2014 | "Believe"    | —                               | —                               | —                               | —                               | Hey Hey |